# Nabih Berri

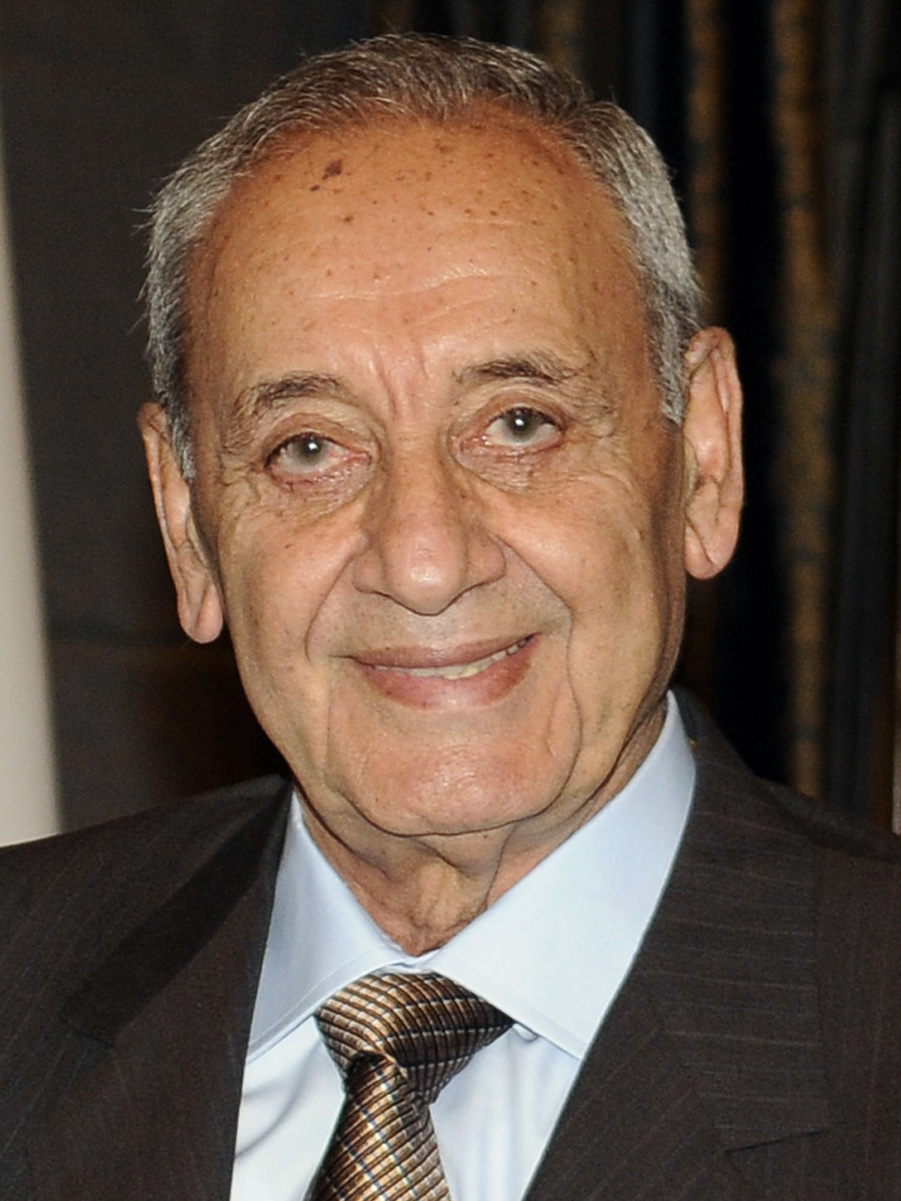
Nabih Berri

Nabih Berri (arabisch نبيه بري Nabih Birri, DMG Nabīh Barrī; * 28. Januar 1938 in Freetown oder in Bo, Sierra Leone) ist der Parlamentspräsident des Libanon. Er ist Rechtsanwalt und als Politiker der Vorsitzende der schiitischen Amal-Bewegung.
Er wurde im westafrikanischen Exil als Sohn von Mustafa Berri geboren. Die Familie zog 1939 oder 1940 wieder nach Tibnin in den Großlibanon. Nach dem Verschwinden Musa as-Sadr 1978 übernahm Nabih Berri 1981 die Amal-Miliz und in verschiedenen Allianzen bzw. ab 1984 verschiedene Ministerposten (Wasser und Energie, Justiz, Wiederaufbau des Südens). 1985 handelte er zusammen mit Elie Hobeika und Walid Dschumblat unter syrischem Patronat das Tripartite Agreement aus, das den libanesischen Bürgerkrieg beenden sollte. Dieses Abkommen wurde kurze Zeit später gebrochen und erst 1989 wurde der Bürgerkrieg durch das Abkommen von Taif beendet. Ab 1992 hatte er mehrmals das Amt des libanesischen Parlamentspräsidenten inne.
Die Amal-Bewegung gilt als prosyrisch und wechselte als Amal-Miliz im libanesischen Bürgerkrieg mehrmals dramatisch die Fronten (mit und gegen die PLO, mit und gegen die Progressive Sozialistische Partei, mit und gegen die Hisbollah).